# ウィリアムズ V-Jet II
ウィリアムズ V-Jet II
- 用途：実験機
- 製造者：ウィリアムズ・インターナショナル、スケールド・コンポジッツ
- 初飛行：1997年

ウィリアムズ V-Jet II はウィリアムズ・インターナショナル社の新型のFJX-1 ターボファンエンジンの試験と実証用航空機としてバート・ルータンのスケールド・コンポジッツ社によって設計、製造された。

## 開発
ウィリアムズ・インターナショナルは小型のターボファンエンジンを巡航ミサイル用として1950年代より製造しており、1980年代末にはウィリアムズ FJ44エンジンでゼネラルアビエーション市場に参入して成功を収めた。
1992年にNASAは先進的ゼネラルアビエーション輸送実験(Advanced General Aviation Transport Experiments) (AGATE)を策定しゼネラルアビエーション業界から製造と開発に協力する企業を募った。1996年にウィリアムズはFJ44より小型になると見込まれる燃費効率の優れたターボファンエンジンを開発するためにAGATEのゼネラルアビエーション推進計画(General Aviation Propulsion) (GAP)に参加したその結果、推力550 lbf (2,400 N)のFJX-2エンジンが開発された。
ウィリアムズ社は事前にバート・ルータンのスケールド・コンポジッツ社とV-Jet IIの設計と製造の契約を交わしており、この超軽量ジェット機(VLJ)をエンジンの飛行試験と新型エンジンの技術実証用として使用することを考えていた。スケールド社では航空機はModel 271として知られていた。航空機とエンジンは1997年にオシュコシュ エアショーで公開された。スケールド社のテストパイロットのDoug ShaneはIven C. Kincheloe賞を実験機のテストパイロット協会からこの飛行機の試験飛行への貢献により受賞した。
V-Jet IIは完全な複合材製の構造体で前進翼を備え、V字尾翼で両方の尾翼はそれぞれエンジンのナセルが付いていた。全体的な設計はリアアビア リア ファンの面影を持っていたものの大幅に小型だった。
ウィリアムズ社はこの航空機の量産には入らなかったが多方面に影響を与え、1998年に航空機のさらなる開発と生産を目的としてエクリプス・アビエーションが設立された。機体は完全に新設計され全金属製構造体になりT型の尾翼を備えエクリプス 500という名称になった。試作機は一対のFJX-2の派生型であるEJ-22エンジンと共に飛行した。しかしながら、性能は満足できるものではなく設計は2基のプラット社がエクリプス専用に設計したプラット・アンド・ホイットニー・カナダ PW610Fを搭載するように変更された。
試作機と唯一のV-Jet IIはエクリプス・アビエーションによって計画と共に保管され、2001年、ウィスコンシン州オシュコシュの実験機協会のエアベンチャー博物館に寄贈された。

## 仕様諸元 (V-Jet II)
主要目
- 乗員: パイロット1名または2名
- 乗客:
- 座席数:
- 全長: 35 ft 1 in (10.69 m)
- 全幅: 35 ft 4 in (10.77 m)
- 全高:
- 翼面積: 118 sq ft (11.0 m2)
- 空虚重量: 2,200 lb (998 kg)
- 運用重量: 3,800 lb (1,724 kg)

動力
- エンジン: ウィリアムズ・インターナショナル製 EJ22 × 2

性能
- 最大巡航速度: 300 kn (345 mph; 556 km/h)
- 巡航高度: 30,000 ft (9,100 m)